# Società Tolkieniana Italiana
La Società Tolkieniana Italiana è un'associazione senza scopo di lucro che si propone lo studio e la diffusione dell'opera dello scrittore inglese John Ronald Reuel Tolkien. Costituitasi nel 1994 a Basaldella (UD), nella prima metà degli anni 2000 era arrivata a contare quasi un migliaio di iscritti. La sede operativa oggi è a Bari.

## Storia
L'idea originaria per la Società Tolkieniana Italiana è nata nel 1992 in occasione del centenario della nascita di John Ronald Reuel Tolkien: le celebrazioni di quell'anniversario furono molte in tutto il mondo e anche in Italia alcuni amici decisero di organizzare un ciclo di conferenze tematiche, mettendosi in contatto con l'associazione britannica, la The Tolkien Society, e invitandone l'archivista Patricia Reynolds.
Il successo riscosso dall'iniziativa fu superiore alle attese e le conferenze furono seguite da molte persone. Fu così che, su suggerimento di Patricia Reynolds, si decise di creare un'associazione simile a quella inglese per favorire la diffusione e lo studio delle opere di Tolkien anche in Italia. Nel 1994 nacque quindi la Società italiana, con il patrocinio di tutti i dirigenti della The Tolkien Society: membro onorario fu nominata Priscilla Tolkien, figlia dello scrittore.
Nel 2005, la Società Tolkieniana Italiana era seconda solo alla "madre" inglese per numero di iscritti, ed era la maggiore in Italia tra quelle dedicate all'autore.

## Obiettivi
Obiettivo primario della Società Tolkieniana Italiana è «lo studio e la diffusione dell'Opera e del Pensiero di J.R.R. Tolkien». La Società non si limita tuttavia al solo studio dello scrittore inglese, prefiggendosi anche l'approfondimento della ricerca di supposte radici culturali europee, in particolare delle tradizioni mitologiche e del folklore, da cui si presume che «tutta la produzione tolkieniana trae vita e nutrimento».
«A tale scopo la Società si propone di promuovere ed organizzare attività culturali, artistiche, sportive, ricreative, turistiche e di avviare e stimolare rapporti con Associazioni nazionali ed estere che perseguano scopi consimili».
«Si prefigge inoltre di indire premi e concorsi, organizzare convegni, conferenze, congressi, spettacoli teatrali e cinematografici, concerti, gite e corsi culturali, condurre trasmissioni radiofoniche e televisive, produrre programmi audiovisivi e film, nonché promuovere attività editoriali e quant'altro possa contribuire al conseguimento degli scopi statutari».

## Attività

### Pubblicazioni
La Società ha dato vita alla casa editrice Palantír per la pubblicazione del materiale prodotto in riferimento agli obiettivi dichiarati nello statuto.
Le pubblicazioni più importanti, frutto sia del lavoro dei soci che di esperti anche stranieri, erano le due riviste della Società, entrambe semestrali: Minas Tirith conteneva saggi e approfondimenti, mentre Terra di Mezzo — a cui era affiancato l'inserto ludico-umoristico L'Eco della Contea — era più orientata alla divulgazione e ad articoli di taglio più "leggero". Nel 2011 le riviste sono passate ad essere distribuite unicamente in formato elettronico; i numeri più recenti sono usciti nel 2013.
Annualmente erano organizzati i Premi Silmaril: due concorsi dedicati uno a racconti e fan-fiction, l'altro a immagini e illustrazioni; gli elaborati migliori erano a volte pubblicati nelle riviste. L'ultima edizione si è tenuta nel 2010.
La Società cura infine la pubblicazione di un calendario che riporta illustrazioni, ovviamente dedicate a Tolkien, di vari artisti italiani. Nel 1996 alcune di queste sono state riprese dalla Rusconi nel volume I regni di Tolkien.

### Collaborazioni
Oltre a collaborare con altre associazioni tolkieniane italiane ed estere, la Società ha lavorato con la Bompiani per la revisione e l'aggiornamento della versione italiana delle opere di Tolkien: il frutto più eminente di tale collaborazione è stata la revisione, pubblicata nel 2004, della traduzione de Il Signore degli Anelli.
Da segnalare inoltre la collaborazione con la Medusa Film per il doppiaggio italiano della trilogia cinematografica Il Signore degli Anelli realizzata da Peter Jackson.

### Eventi
Sono molti gli eventi, manifestazioni, mostre e conferenze organizzate dalla Società Tolkieniana Italiana. La più importante è Hobbiton (dal nome originale della città hobbit Hobbiville), che si svolge generalmente il primo fine settimana del mese di settembre; la XXI edizione, si è tenuta a Barletta nel settembre 2014; mentre la XXII si è tenuta il 12 e 13 settembre 2015 a Trani.
Nel 2004 la STI, insieme alla The Tolkien Society inglese, ha organizzato il Tolkien's Fifty Years, una manifestazione per festeggiare i 50 anni di pubblicazione del Signore degli Anelli.
Il 18 e 19 aprile 2015 si è svolta a Vicopisano (Provincia di Pisa) la prima edizione de I Bastioni di Gondolin; la manifestazione organizzata in collaborazione tra la Società Tolkieniana e il Comune di Vicopisano ha avuto il patrocínio della Provincia di Pisa e della Regione Toscana. A differenza della Hobbiton, I Bastioni di Gondolin è un evento dedicato principalmente al Fantasy, come genere letterario, visto tanto da un punto di vista culturale, con conferenze e tavole rotonde quanto anche sociale e ludico-ricreativo, con concerti, mostre, esposizioni e gara di Cosplay.